# Micheon-myeon
Micheon-myeon (koreanska: 미천면)  är en socken i den södra delen av Sydkorea, 270 km söder om huvudstaden Seoul. Den ligger i kommunen Jinju i provinsen Södra Gyeongsang.